# Stara Synagoga w Górze Kalwarii
Stara Synagoga w Górze Kalwarii – została zbudowana przy Pijarskiej w 1849 roku z drewna. Na jej miejscu po pożarze w 1903 roku stanęła nowa murowana synagoga.